# Boquete de Alico
Boquete de Alico (del mapudungún: alimko ‘Agua caliente’) es un paso fronterizo de la zona centro sur de Chile entre este y Argentina para cruzar la Cordillera de Los Andes (que divide ambos países). Está ubicado cerca a lo que actualmente se conoce como el poblado chileno de San Fabián de Alico.
Su latitud es de 36° 48' 00" sur y su longitud es de 71° 08' 00" oeste.

## Historia
La depresión de Allico había sido utilizada por el ejército libertador de San Martín en su travesía hacia Chile. Desde entonces fue un paso obligado por las caravanas comerciales que atravesaban la zona.
Los primeros estudios para crear un paso entre ambos países en esa zona comenzaron en 1943, en 1944 se construyeron los primeros terraplenes 3 km al norte del actual paso; pero tras un terremoto y desprendimiento de rocas que dañaron el camino las obras quedaron paralizadas.
En 1946 comienzan las obras en su actual emplazamiento al ser considerado más seguro. Fue inaugurado en 1948 por el gobierno argentino. El tramo chileno fue terminado 3 años después